# باگوشی برادرز کمپانی
باگوشی برادرز کمپانی (مجاری: Bagossy Brothers Company) یک گروه موسیقی پاپ راک مجارستانی است که در سال ۲۰۱۳ تأسیس شده‌است.
این گروه موسیقی در شهر گئورگه رومانی بنانهاده شده‌است و هسته اولیهٔ آن دو برادر با نام‌های ناربرت و لازلیو بودند، نام گروه نیز برگرفته از نام خانوادگی همین دو برادر باگوشی است.